# Kurzschwanz-Sturmtaucher
Der Kurzschwanz-Sturmtaucher  (Ardenna tenuirostris, Syn.: Puffinus tenuirostris) ist eine Vogelart aus der Familie der Sturmvögel. Die Art brütet im Süden Australiens und wandert den Rest des Jahres über den Pazifischen Ozean. Hierbei legen die Vögel außergewöhnlich große Entfernungen zurück und können bis in arktische Regionen wandern. Während der Nahrungssuche bilden sie riesige Schwärme, die häufig auch Fischereischiffen folgen. Die Bestände der allerdings noch immer sehr zahlreichen Art nehmen auf Grund von Faktoren wie dem Klimawandel, kommerzieller Ausbeutung und zunehmendem Verzehr von im Meer treibenden Plastikteilen kontinuierlich ab.

## Merkmale
Kurzschwanz-Sturmtaucher erreichen eine Größe von etwa 40 bis 45 cm bei einer Flügelspannweite zwischen 91 und 100 cm. Das Gewicht variiert stark und kann im Bereich von 580 bis 930 g liegen. Besonders schwere Vögel sind dabei in der Regel Männchen, die sich außerdem durch größere Schnäbel und langgestrecktere Köpfe von ihren weiblichen Artgenossen unterscheiden. Der Körperbau ist mit langen, schmalen Flügeln, einem fassförmigen Rumpf und einem kurzen, eckigen Schwanz an ein Leben auf und über dem Meer angepasst. Der Schwanz ist dabei allerdings, trotz des Trivialnamens der Art, verhältnismäßig nicht kürzer als der anderer Sturmtaucher-Arten. Im Flug wirken die Flügelspitzen abgerundet, die an den Körper angelegten Beine reichen über das Schwanzende hinaus. Das Flugbild wirkt mit schnellen, flatternden Flügelschlägen, unterbrochen von längeren Gleitphasen, insgesamt wenig elegant und teilweise fast erratisch. Das Gefieder ist an der Oberseite in einem rußigen Braun oder Grau gefärbt, das in Richtung Kopf und Nacken etwas dunkler wird. Die Säume der Konturfedern sind vor allem am Schwanz und den Schultern zumeist bräunlicher, was das Gefieder aus der Nähe fast schuppig aussehen lässt. Die Unterseite ist bei den meisten Exemplaren etwas heller, besonders auffällig ist ein breiter, weißer Balken, der fast über die gesamte Breite der Flügel verläuft. Diese Färbung ist jedoch nicht bei allen Vögeln vorhanden, einige haben stattdessen fast einheitlich bräunliche Unterflügel, während andere wiederum eher zu blassen Grautönen, mit braunen Rändern an manchen Primärfedern tendieren. Der Schnabel kann von bräunlich-hornfarben bis dunkelgrau gefärbt sein und ist zur Spitze hin zumeist dunkler. Das Farbspektrum der Füße und Beine reicht von fleischfarben bis graubraun. Die Iris des Auges ist dunkel und wirkt nahezu schwarz.

## Verbreitung und Migration

Verbreitungsgebiet des Kurzschwanz-Sturmtauchers

Migrationsrouten verschiedener Langstreckenzieher. Der Kurzschwanz-Sturmtaucher ist in dunkelblau dargestellt.

Kurzschwanz-Sturmtaucher sind marine Vögel, die außerhalb der Brutzeit als transäquatoriale Langstreckenzieher über den Pazifik wandern. Hierbei starten die meisten Individuen in den Monaten März bis Mai von den Brutplätzen im Süden und Südosten Australiens und auf Tasmanien zunächst Richtung Osten und wenden sich dann nach Nordwesten, um vorbei an den Fiji-Inseln und Japan schließlich das Ochotskische Meer zu erreichen, wo sie den Sommer der Nordhalbkugel verbringen. Einige Exemplare ziehen noch weiter nach Norden und überqueren die Beringstraße bis in arktische Gewässer und sind teilweise bis auf Höhe der Wrangelinsel anzutreffen. Eine erst in jüngerer Zeit entdeckte, alternative Migrationsroute führt die Vögel zunächst Richtung Süden, wo sie mehrere Wochen südlich der antarktischen Konvergenz verbringen. Von dort aus wenden sie sich in mehr oder weniger gerader Linie nordwärts durch den Westpazifik, bis sie schließlich mit ihren Artgenossen vor Japan eintreffen. Die Rückreise treten die ersten Vögel im August an, nehmen in der Regel aber eine andere Route als auf dem Hinflug. Diese führt sie zunächst zur Westspitze der Aleuten und von dort aus entlang der Westküste Nordamerikas bis maximal an den äußersten Nordwesten Mexikos, bevor sie sich in einem weiten Bogen nach Südwesten wenden und über den Zentralpazifik in australische Gewässer zurückkehren, die sie normalerweise Ende September in größeren Zahlen erreichen. Auch während der Brutzeit wandert die Art vergleichsweise weit umher, jedoch in der Regel in Richtung Süden und Südwesten, wo durchaus auch antarktische Regionen, bis zu 30 km vom Rand des Eisschildes entfernt, besucht werden.

## Lebensweise
Kurzschwanz-Sturmtaucher sind sehr gesellige Vögel, die bei der Nahrungssuche in riesigen, gemischten Schwärmen aus bis zu 20.000 Sturmtauchern, Möwen, Kormoranen und Seeschwalben angetroffen werden können. Individuelle Sturmtaucher scheinen dabei bevorzugte Futterplätze zu haben, zu denen sie immer wieder zurückkehren. Darüber hinaus wird von Kurzschwanz-Sturmtauchern berichtet, die sich bei der Nahrungssuche mit großen Meeressäugern wie Buckelwalen (Megaptera novaeangliae) assoziieren. Bei der Jagd stürzen sich die Vögel aus einer Höhe von drei bis fünf Metern senkrecht ins Wasser und verfolgen die Beute dort regelmäßig in Tiefen bis zu 20 m, wobei sie in Ausnahmefällen auch bis zu 70 m tief tauchen können. Bei entsprechender Gelegenheit wird die Beute alternativ auch an der Wasseroberfläche geschlagen, wobei die Vögel manchmal mit schnellen Flügelschlägen und Fußtritten auf dem Wasser zu laufen scheinen. Erbeutet werden Fische wie Pazifische Sardinen (Sardinops sagax), Lodden (Mallotus villosus) oder Pazifische Sandaale (Ammodytes hexapterus), Krustentiere und Kopffüßer, wobei die genaue Zusammensetzung stark von Lokalität und Jahreszeit abhängt. Darüber hinaus ist die Art dafür bekannt, Fischerbooten zu folgen und von diesen über Bord geworfene Köder und Fischabfälle zu fressen.

## Fortpflanzung

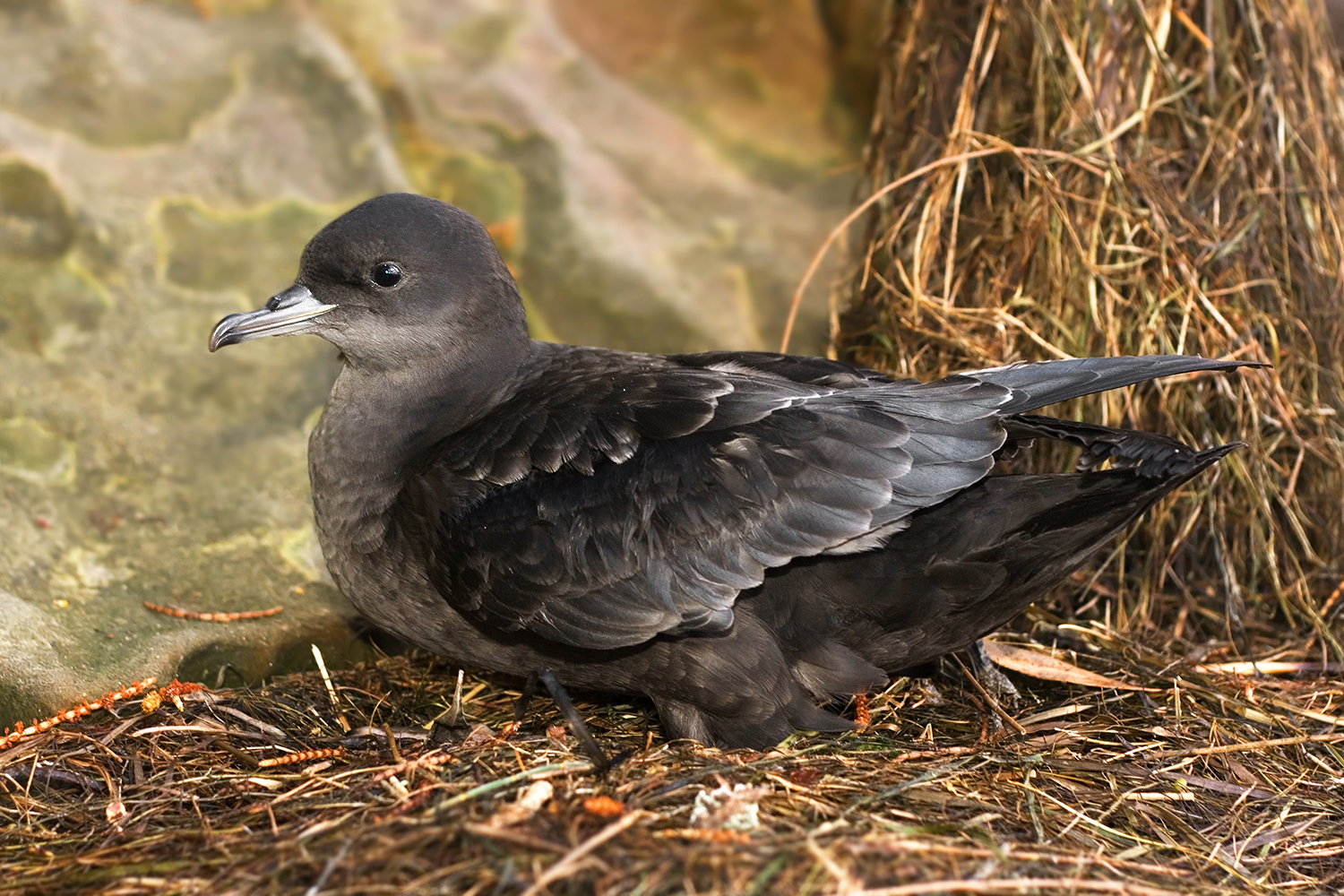
Junger Kurzschwanz-Sturmtaucher

Kurzschwanz-Sturmtaucher bleiben über längere Zeiträume monogam, wobei etwa die Hälfte aller Vögel, die die Geschlechtsreife erreichen, ihr gesamtes Leben lang nur einen einzigen Partner haben. Die Art bildet große Kolonien, die sich zumeist auf vorgelagerten Inseln befinden, gelegentlich aber auch auf Landspitzen des Festlands liegen können. Als Nest dienen flache Erdlöcher, die bevorzugt in Grasland oder anderweitig leicht bewachsenem Gebiet angelegt werden, jedoch seltener auch an felsigen Klippen mit nackter Erde errichtet werden. Generell scheint die Art bei der Wahl des Brutplatzes weniger auf ein bestimmtes Habitat spezialisiert zu sein, als andere erdbrütende Meeresvögel in der Region. Trotz geringer Abstände zwischen den einzelnen Bruthöhlen werden deren Eingänge aktiv gegen Eindringlinge verteidigt. Jedes Jahr kehren etwa 10 bis 14 % aller geschlechtsreifen Exemplare nicht zu den Brutplätzen zurück, während weitere 13 bis 18 % sich dort zwar einfinden, jedoch nicht aktiv am Brutgeschäft teilnehmen. An den Brutkolonien sind die Vögel ausschließlich nachtaktiv, gelten dann aber als sehr laut und ruffreudig. Während der Kopulation geben sie ein unverwechselbares crukcrukcrukcrukcruk-crooer-crukcruk von sich, während ihre Rufe später, bei der eigentlichen Brut eher wie ee-ee-a-aa klingen sollen. Die Rufe der Weibchen klingen dabei etwas tiefer als die der Männchen. Die Eiablage findet jedes Jahr zu einem sehr spezifischen Zeitpunkt statt, wobei etwa 85 % aller Eier in einem Zeitraum von jeweils drei Tagen vor und nach der Nacht vom 25. auf den 26. November gelegt werden. Das Gelege besteht aus einem einzelnen, unmarkiert weißen Ei mit einer durchschnittlichen Größe von etwa 72 × 48 mm und einem Gewicht von 89 g. Die Inkubationszeit liegt bei 52 bis 55 Tagen, in denen sich beide Altvögel die Bebrütung teilen. Nach einem Zeitraum von jeweils 10 bis 14 Tagen löst der eine Elternteil den anderen bei der Bebrütung ab, wobei männliche Vögel häufig etwas länger am Nest verbleiben als ihre Partnerin. Die Nachkommen werden unmittelbar nach dem Schlüpfen für zwei bis drei Tage gehudert, danach jedoch von den Altvögeln nur noch gefüttert, wobei die Fütterungen mit zunehmendem Alter immer seltener werden. Nach 88 bis 108 Tagen werden die Jungvögel flügge und verlassen das Nest.

## Gefährdung und Schutzmaßnahmen

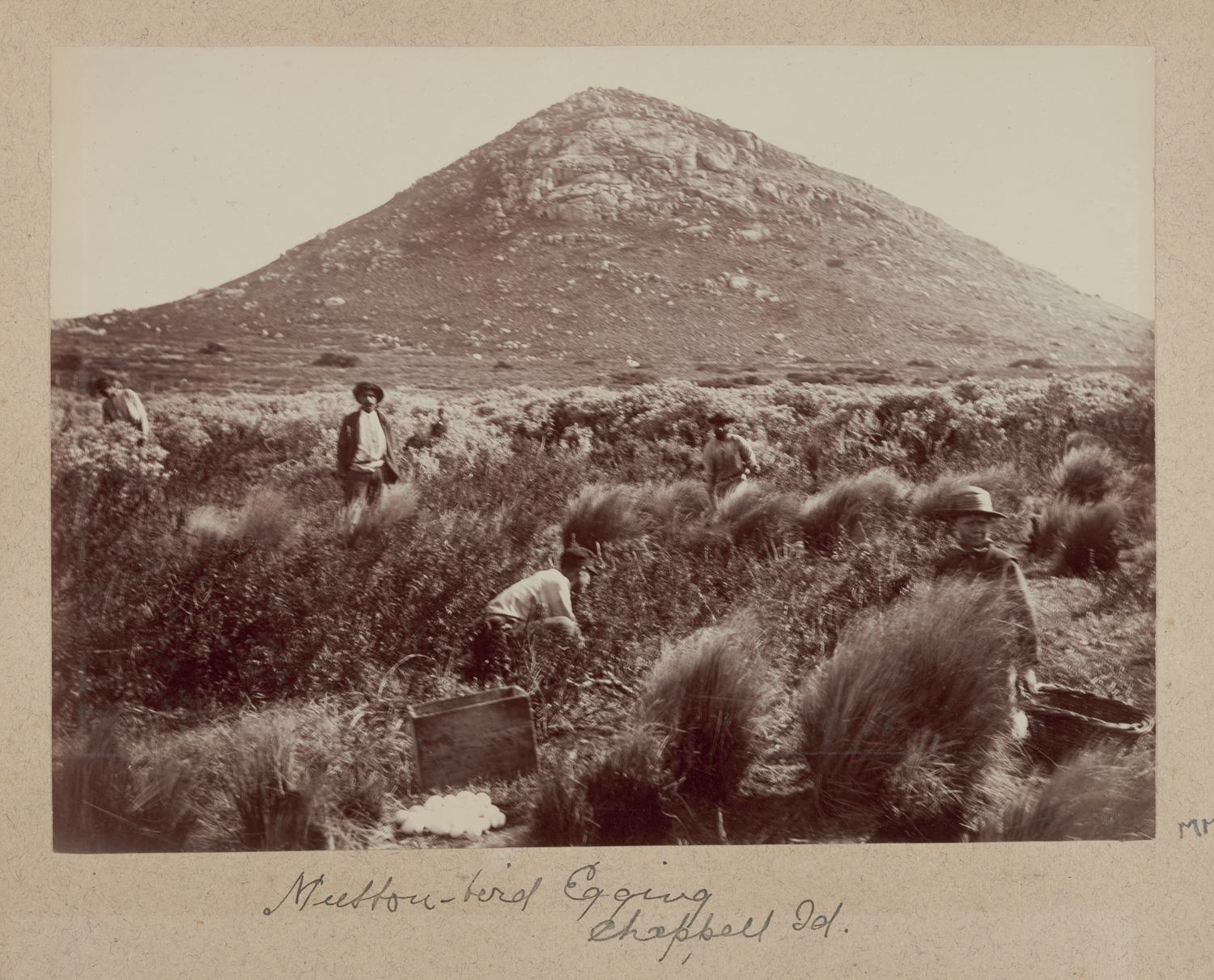
Absammeln von Eiern und Jungvögeln (Muttonbirding) auf Mount Chappell Island, 1893

Der Kurzschwanz-Sturmtaucher gilt mit einer globalen Population von bis zu 30 Millionen Individuen als einer der häufigsten Vertreter der Ordnung der Röhrennasen überhaupt. Die IUCN führt die Art entsprechend auf der niedrigsten Gefährdungsstufe least concern („nicht gefährdet“), wobei die Bestandszahlen jedoch aus einer Reihe von Gründen anhaltend rückläufig sind. Die Brutkolonien in Australien werden für die Gewinnung von Daunen, Fett und Magenöl ausgebeutet. Des Weiteren werden die Nestlinge auch zum Verzehr gesammelt. Einstmals wurden auf diese Weise mehr als 600.000 Jungvögel jährlich getötet, heute liegt diese Zahl immer noch bei 250.000. Diese Praxis wird traditionell als Muttonbirding – Muttonbird bedeutet im deutschen etwa „Hammelvogel“ – bezeichnet, und ist heute offiziell von der australischen Regierung genehmigt und reguliert. Diese Form der Nutzung der Vögel wurde jedoch auch schon vor Ankunft europäischer Siedler durch die Aborigines ausgeübt. Hinzu kommen Verluste durch eingeschleppte Prädatoren wie verwilderte Hauskatzen und Füchse. Darüber hinaus fallen jedes Jahr tausende Vögel als Beifang der Fischerei zum Opfer. Aus nicht vollständig geklärten, möglicherweise mit dem menschengemachten Klimawandel in Verbindung stehenden Gründen, kam es in den vergangenen Jahrzehnten bei der Art wiederholt zu Massensterben, bei denen jeweils zehntausende tote Individuen an den Küsten Japans und Australiens angespült wurden. Eine im Jahr 2021 veröffentlichte Studie konnte das Zusammenwirken zweier unabhängiger Ereignisse als Grund für eines dieser Massensterben feststellen. Im Jahr 2013 hatte eine marine Hitzewelle für besonders schlechte Nahrungsbedingungen in der Beringsee gesorgt, woraufhin viele Sturmtaucher den Weg Richtung Süden bereits stark geschwächt angetreten hatten. Auf ihrer Wanderung hatten die hungrigen Vögel dann große Mengen auf dem Meer treibenden Bimsstein gefressen, der von einer Unterwassereruption aus dem Vorjahr stammte. Das unverdauliche Vulkangestein füllte die Mägen der betroffenen Vögel und führte schließlich zu deren Ableben. Bei einem weiteren dokumentierten Massensterben im Jahr 2017, bei dem neben Kurzschwanz-Sturmtauchern vor allem Eissturmvögel (Fulmarus glacialis) betroffen waren, scheint eine Vergiftung mit Saxitoxin in Folge einer Algenblüte eine größere Rolle gespielt zu haben. Des Weiteren stellt die potenziell tödliche Aufnahme von Plastik ein zunehmendes Problem für den Kurzschwanz-Sturmtaucher dar. Plastikabfälle werden nicht nur von adulten Vögeln mit Beute verwechselt und verzehrt, sondern auch in besonderem Maße während der Brutzeit an die Nestlinge verfüttert.

## Systematik
Die Erstbeschreibung des Kurzschwanz-Sturmtauchers stammt aus dem Jahr 1836 und geht auf den niederländischen Naturforscher Coenraad Jacob Temminck zurück, der sie im Rahmen seines zwei Jahre später erschienenen Werkes Nouveau recueil de planches coloriées d'oiseaux  veröffentlichte. Für seine Beschreibung standen Temminck Exemplare zur Verfügung, die nördlich von Japan beziehungsweise vor der Küste Koreas gesammelt worden waren. Als wissenschaftlichen Namen der neuen Art wählte er Procellaria tenuirostris, wobei sich das Artepitheton aus den lateinischen Begriffen tenuis („schlank“) und -rostris (auf den Schnabel bezogen) zusammensetzt. Genau wie beim nicht außergewöhnlich kurzen Schwanz bleibt allerdings auch hier festzuhalten, dass der Schnabel des Kurzschwanz-Sturmtauchers im Vergleich zu verwandten Arten nicht außergewöhnlich schmal oder zierlich ist. Die Systematik der Röhrennasen gilt traditionell als komplex und umstritten, dementsprechend unsicher sind auch die Verwandtschaftsverhältnisse des Kurzschwanz-Sturmtauchers und dessen Einordnung in eine bestimmte Gattung. Nachdem die Art im 20. Jahrhundert zumeist als Vertreter der Gattung Puffinus behandelt worden war, geriet deren Monophylie in jüngerer Zeit zunehmend in Zweifel. Trotz großer morphologischer Ähnlichkeiten sprechen vor allem Untersuchungen der DNA der Vögel für eine Teilung dieser Gattung. In einem Vorschlag an das South American Classification Committee der American Ornithologists’ Union empfahl der amerikanische Ornithologe James V. Remsen auf Grund dieser Ergebnisse die Abspaltung mehrerer Arten, darunter auch des Kurzschwanz-Sturmtauchers, und deren Einordnung in die neu geschaffene Gattung Ardenna. Die AOU folgt dieser Einschätzung seit dem Jahr 2016 und führt den Kurzschwanz-Sturmtaucher seitdem unter dem wissenschaftlichen Namen Ardenna tenuirostris. Die Art selbst gilt als monotypisch.